# Salmo 141
Il salmo 141 (140 secondo la numerazione greca) costituisce il centoquarantunesimo capitolo del Libro dei salmi.
È tradizionalmente attribuito al re Davide. È utilizzato dalla Chiesa cattolica nella liturgia delle ore.